# Kazys Almenas
Kazys Almenas (ur. 11 kwietnia 1935 w Gruździach, zm. 7 października 2017 w Wilnie) – litewski  ekspert w dziedzinie inżynierii jądrowej, fizyk, pisarz, eseista i wydawca.

## Życiorys
W 1944 roku wyemigrował wraz z rodzicami do Niemiec. W 1949 roku przeprowadzili się do USA, gdzie Almenas studiował inżynierię jądrową na University of Nebraska–Lincoln, a w 1957 roku ukończył studia na Northwestern University. W 1968 roku obronił pracę doktorską z fizyki na Uniwersytecie Warszawskim. Od 1969 roku jest profesorem na Uniwersytecie Marylandu w College Park.
Almenas był członkiem stowarzyszenia Santaros-Šviesos federacija, zrzeszającego Litwinów na emigracji. Od 1966 roku odwiedzał rodzinę na Litwie a po odzyskaniu niepodległości wrócił do kraju i pracował jako naukowiec w przemyśle energetycznym. W 1992 roku założył grupę badawczą do analizy bezpieczeństwa w elektrowni jądrowej Ignalina. Założył także wydawnictwo, które opracowywało i publikowało podręczniki. W latach 2008–2010 był członkiem rady Uniwersytet Witolda Wielkiego.
Był również założycielem funduszu wspierającego budowę Pałacu Władców (Valdovų rūmų paramos fondas), który pomaga finansować replikę średniowiecznego litewskiego Pałacu Władców na Zamku Dolnym w Wilnie. 

## Nagrody i wyróżnienia
- 2013: Doktor honoris causa Uniwersytetu Witolda Wielkiego w Kownie[6]
- 2005: Litewska nagroda naukowa[7]

## Wybrane dzieła

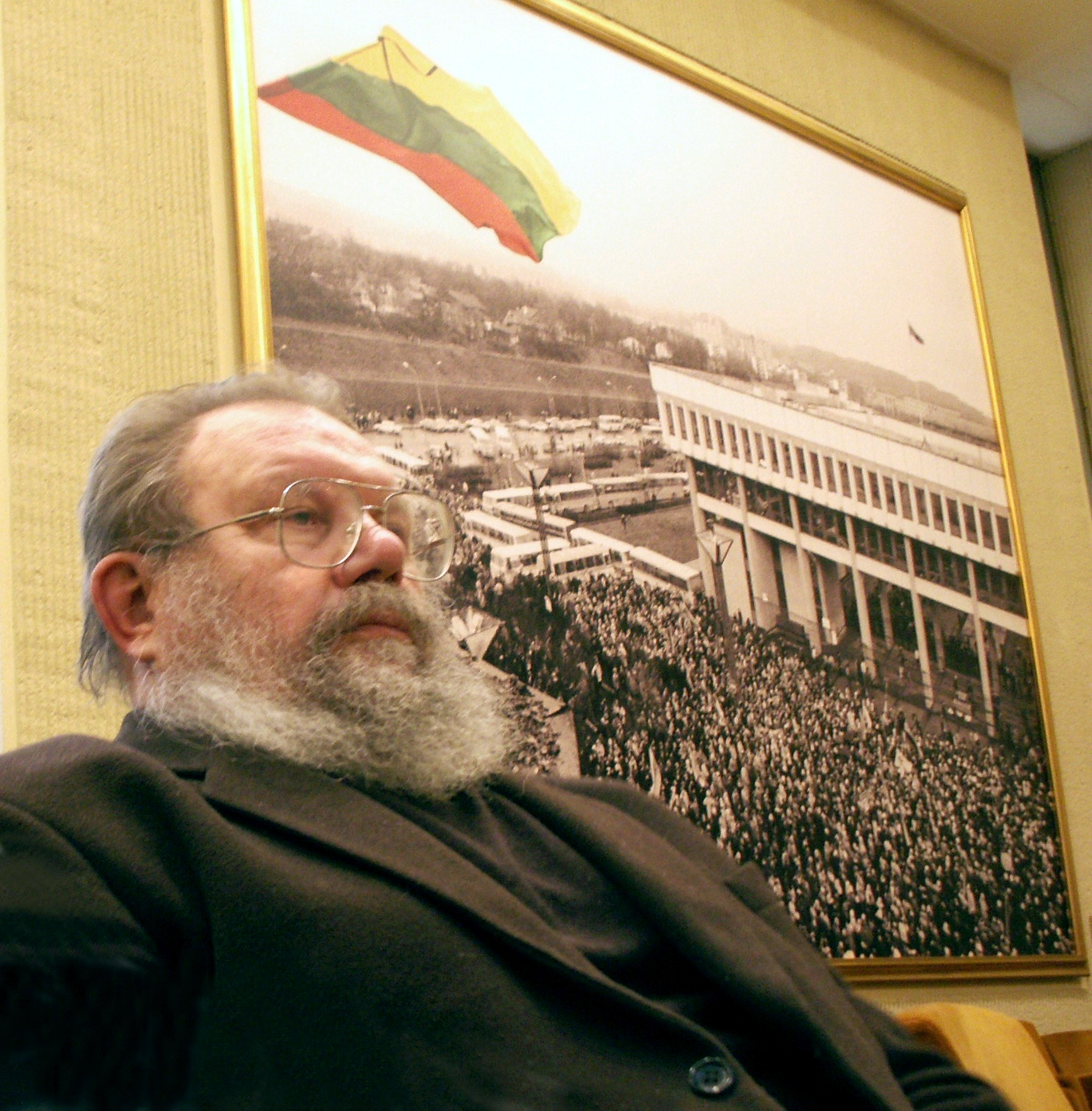
Kazys Almenas, 2010

### Powieści
- Upė į Rytus, upė į Šiaurę, 1964
- Šienapjūtė, 1970
- Sauja skatikų, 1977
- Lietingos dienos Palangoje, 1988

### Opowiadania
- Bėgiai, 1965
- Gyvenimas tai kekė vyšnių, 1967
- Vaivos juosta, 2014